# Thỏ đuôi bông New England
Sylvilagus transitionalis là một loài động vật có vú trong họ Leporidae, bộ Thỏ. Loài này được Bangs mô tả năm 1895.

## Hình ảnh

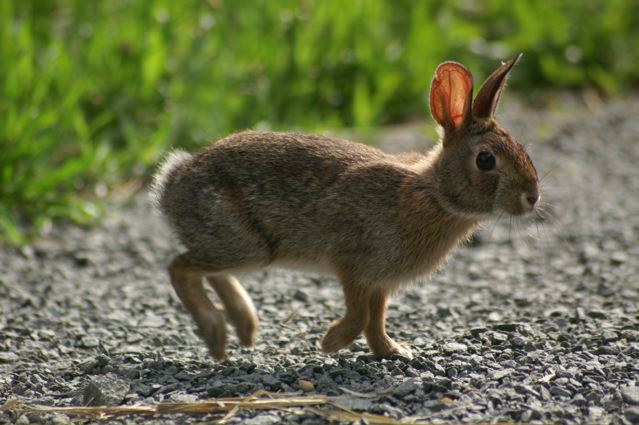
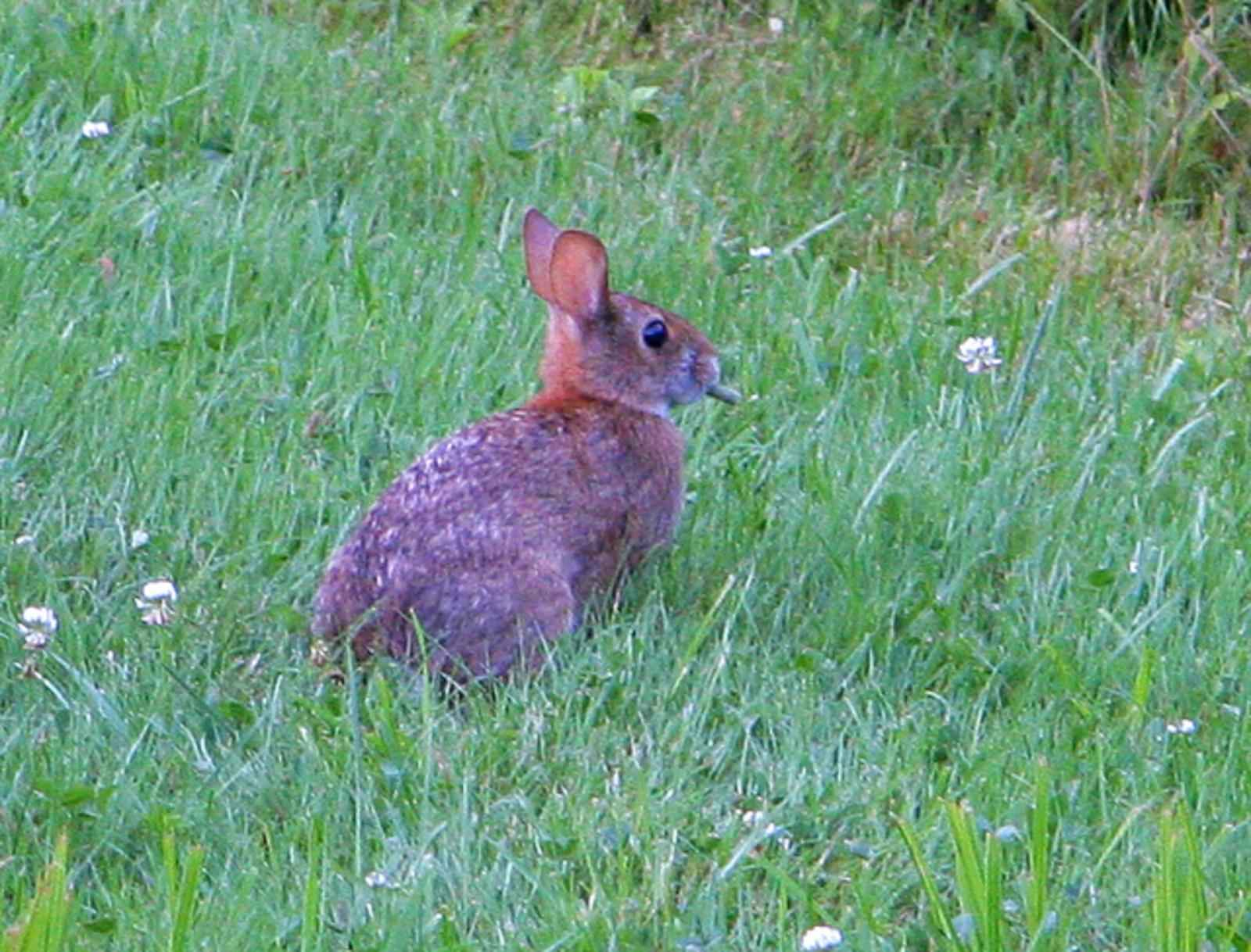